# 漢普敦宮
漢普敦宮（英語：Hampton Court Palace）位於英國倫敦西南方的泰晤士河畔里奇蒙倫敦自治市，是英國都鐸王朝和斯圖亞特王朝的皇室官邸。自從18世紀開始，漢普頓宮就不再做為英國王室的住所。漢普頓宮建於1514年，為樞機主教托馬斯·沃爾西所建，他曾是亨利八世最喜愛的大臣之一。當托馬斯·沃爾西失勢後，亨利八世把皇宮收為己有並加以擴建。漢普頓宮和聖詹姆士宮是現在僅存並曾經屬於國王亨利八世的兩座宮殿。

## 外部連結
- Official site （页面存档备份，存于） at Historic Royal Palaces